# Javorník (okres Ústí nad Orlicí)
Javorník (německy Jawornik) je obec v okrese Ústí nad Orlicí v Pardubickém kraji, zhruba 7,5 km jižně od Vysokého Mýta a 12 km západně od Litomyšle. Javorník leží ve Svitavské pahorkatině, v údolí Blahovského potoka na jihozápadním pomezí okresu, u hranic s okresem Svitavy. Osu sídla představují silnice třetí třídy ze směrů Bučina a Džbánov, jež se vidlicovitě se sbíhají v jednu, směrem na Javorníček. Součástí obce je též vesnička Vysoká ležící jižně od Javorníku, bez přímého silničního spojení s ním. Žije zde 243 obyvatel.

## Historie
První písemná zmínka o obci pochází z roku 1347.

## Doprava
V obci se nacházejí tři autobusové zastávky, vesměs v místní části Javorník (tj. žádná z nich neleží ve Vysoké):
- Javorník,,nová
- Javorník,,křižovatka
- Javorník,,horní

## Pamětihodnosti
- Hospoda čp. 55
- zvonice